# Sanae Yamamoto
Sanae Yamamoto (山本早苗?, Yamamoto Sanae, pseudonimo di Yamamoto Zenjiro; Prefettura di Chiba, febbraio 1898 – febbraio 1981) è stato un regista, produttore cinematografico e animatore giapponese.

## Biografia
Sanae Yamamoto è una figura chiave nella storia dell'animazione giapponese. Aspirante pittore, inizia a lavorare come apprendista nello studio di Seitarō Kitayama a Tōkyō, dove rimane folgorato dalle nuove tecniche dell'animazione, di cui apprende le basi. Quando nel 1923 Kitayama lascia la città, Yamamoto decide di fondare un proprio studio di animazione e nel 1924 realizza con lo pseudonimo di Sanae Toda il suo primo lavoro, Usagi to kame, seguito l'anno successivo da Ubasute yama, un cortometraggio incentrato sul rispetto per gli anziani che gli vale l'attenzione del Ministero dell'Educazione, che gli finanzierà una serie di lavori a scopo pedagogico, tra cui Nihon-ichi Momotarō del 1928. Dopo la tragica avventura della guerra, nel dicembre 1945 è tra i cento animatori che si riuniscono per fondare la Shin Nihon Dōgasha, subito rinominata Nihon Manga Eigasha. Dopo appena due anni, tuttavia, lascia per fondare assieme a Kenzō Masaoka la Nihon Dōgasha che, però, malgrado gli enormi sforzi, fallisce nel 1951. L'anno seguente, pur senza l'appoggio di Masaoka, ritiratosi, riesce a raccogliere sufficienti finanziamenti per ricominciare con la Nichido Eigasha, casa che guiderà fino al 1956, quando sarà tra i fondatori della Toei Doga, dove contribuirà in modo significativo a lungometraggi quali La leggenda del serpente bianco (1958), Shōnen sarutobi Sasuke (1959) e Arabian nights - Sindbad no boken (1962). È stato quindi tra i traghettatori dell'animazione in Giappone dai suoi primi incerti passi mossi tra le due guerre mondiali fino all'affermazione nei tardi anni cinquanta, quando, con la ripresa economica, iniziò la produzione industriale dei primi lungometraggi a colori in concorrenza con le produzioni americane, e quindi, negli anni sessanta, la produzione televisiva di massa.

## Opere principali
- Usagi to kame, 1924 (regia)
- Ubasute yama, 1925 (regia)
- Tsubo, 1925 (animatore)
- Byodoku no denpa, 1926 (animatore)
- Nihon-ichi Momotarō, 1928 (regia)
- Taro san no boken satsuei, 1929 (animatore)
- Goichi jiisan, 1931 (animatore)
- Kyodai koguma, 1932 (animatore)
- Oira no hijoji, 1936 (animatore)
- Namakegitsune, 1941 (animatore)
- Tekki kitaraba, 1942 (regia, animatore)
- Kodakara koshinkyoku, 1942 (regia, animatore)
- Oyama no sodoin, 1942 (regia, animatore)
- Supai gekimetsu, 1942
- Sakura - Haru no gensō, 1946 (produttore)
- Poppo-ya san: Nonki ekicho no maki, 1948 (produttore)
- Tora-chan to Hanayome, 1948 (produttore)
- Suteneko Tora-chan, 1949 (produttore)
- Kobito to Aomushi, 1950 (produttore)
- Otenki gakko, 1952 (produttore)
- Ari to hato, 1953 (produttore)
- Kōsagi monogatari, 1954 (produttore)
- Ukare violin, 1955 (produttore)
- Tora-chan no boken, 1955 (produttore)
- La leggenda del serpente bianco, 1958 (produttore)
- Koneko no Studio, 1959 (produttore)
- Shōnen Sarutobi Sasuke (Le tredici fatiche di Ercolino), 1959 (produttore, direttore animazione)
- Anju to Zushiōmaru (Robin e i due moschettieri e mezzo), 1961 (produttore, direttore animazione)
- Arabian nights - Sindbad no boken (Shirab, il ragazzo di Bagdad), 1962 (direttore animazione)
- Wanpaku ōji no orochi taiji, 1963 (produttore, direttore animazione)
- Gulliver no uchu ryoko, 1965 (regia)